# Taintrux
Taintrux – miejscowość i gmina we Francji, w regionie Grand Est, w departamencie Wogezy.
Według danych na rok 1990 gminę zamieszkiwały 1 384 osoby, a gęstość zaludnienia wynosiła 44 osób/km² (wśród 2335 gmin Lotaryngii Taintrux plasuje się na 289. miejscu pod względem liczby ludności, natomiast pod względem powierzchni na miejscu 53.).